# Fowleria polystigma
Fowleria polystigma är en fiskart som först beskrevs av Bleeker, 1854.  Fowleria polystigma ingår i släktet Fowleria och familjen Apogonidae. Inga underarter finns listade i Catalogue of Life.